# Пас смрти и друге приче
Пас смрти и друге приче је збирка од дванаест кратких прича британске списатељице Агате Кристи, први пут објављена у Великој Британији у октобру 1933. године. Збирку нису објавили редовни издавачи дела Агате Кристи већ је издавач био Odhams Press и није била доступна за куповину у продавницама.
Ово је био први пут да је књига Кристијеве објављена у Великој Британији али не и у САД-у, иако су се све приче садржане у њој појавиле у каснијим америчким збиркама. Необично је да је већина ових прича о судбини и натприродном са релативно мало детективског садржаја. Ова збирка је најзначајнија по првом појављивању приповетке „Сведок оптужбе“. Ауторка је накнадно написала награђивану драму засновану на овој причи која је адаптирана за филм из 1957. године и два пута за телевизију.

## Списак прича

### Пас смрти
Амерички новинар Вилијам П. Рајан руча са пријатељем Анструтером када је чуо да ће овај посетити своју сестру у Фолбриџу у Корнволу у њеној кући која се зове "Трин". Рајан је чуо за то место и прича причу из недавног Првог светског рата када је чуо за немачки покушај да заузме манастир током силовања Белгије. Чим су војници ушли у зграду, она је пукла и сви су изгинули. Доказано је да војници нису имали експлозивна средства при себи, а у разговору са мештанима после тога Рајан је рекао да је једна од монахиња имала чудотворну моћ: оборила је муњу са неба која је уништила манастир и побила Немце. Од зграде су остала само два зида, од којих је један имао траг барута у облику огромног пса. Ово је уплашило месне сељаке који су избегавали то подручје по мраку. Дотична монахиња је преживела и са другим избеглицама отишла у „Трин” у Корнвол, а Анструтер потврђује да је његова сестра у то време примила неке Белгијанце.
У Корнволу, Анструтер сазнаје од своје сестре да је часна сестра Мари Анжелик још увек у том подручју. Она има сталне приказе и иде на прегледе код месног, новог, младог лекара Роуза који намерава да напише монографију о њеном стању. Анструтер упознаје Роуза и наговара га да му дозволи да упозна младу монахињу.
Она се налази код месне окружне медицинске сестре. Она прича о својим сновима, али када јој је Анструтер испричао причу коју је чуо од Рајана, она се потресла схвативши да је оно што је мислила да је сан била истина – да је ослободила „Пса смрти“ на Немце док су се приближавали олтару. Она лута о "Граду кругова" и "Људима од кристала", а када су је напустили, Роуз је рекао Анструтеру да је чуо да је раније помињала кристале, а претходном приликом је направио кристал и показао га њој да испита њено реаговање. Она је дахтала и рекла: "Онда вера још живи!"
Следећег дана, млада монахиња каже Анструтеру да осећа да је кристал обележје вере, вероватно другог Христа, а вера траје много векова. Роуз покушава да изврши испитивање подсећањем речима у коме Мари Анжелик упућује на знакове – а шести знак је уништење. Анструтер почиње да се осећа нелагодно због Роузовог занимања за случај, сумњајући у нешто више од чисто здравствених побуда. Нешто касније, Анструтер добија писмо од једне калуђерице у коме она изражава своје страхове о Роузу и каже да лекар покушава да добије њене моћи напредујући до шестог знака. Истог дана је чуо од своје сестре да су и Роуз и калуђерица мртви. Клизиште је однело колибу на литици у којој су били, а остаци на плажи су у облику огромног пса. Он је такође чуо да је Рооузов богати ујак умро исте ноћи јер га је ударио громом, иако у околини није било олује, а опекотина на њему је необичног облика. Сећајући се опаски Мари Анжелик, Анструтер се пита да ли је Роуз стекао древне (или могуће будуће?) моћи кристала, али није успео да их правилно контролише што је довело до његове смрти. Његови страхови су потврђени када је дошао у посед Роузових белешки у којима се у танчине описују његови покушаји да постане супермен уз "Моћ смрти" у својим рукама.

### Црвени сигнал
Одржана је вечера у лондонском дому Џека и Клер Трент. Њихова три госта су госпођа Вајолет Еверсли, сер Алингтон Вест (познати психијатар) и Вестов братанац Дермот. Разговор се окреће когнитивним способностима и предосећањима које Сир Алингтон одбацује јер верује да су то и случајности и стања о којима се прича након догађаја. Дермот није тако сигуран и описује таква осећања као црвени сигнал - "опасност пред нама!" – и прича једну причу о скорој смрти у Месопотамији када је избегао да га убије арапски слуга. Оно што није рекао скупини је да вечерас поново доживљава црвени сигнал на вечери. Размишља ко би могао да буде извор опасности и мисли му се крећу ка љубави према Клер Трент, осећању које непрестано потискује с обзиром на чињеницу да му је Џек Трент најбољи друг. Изашавши из сањарења, он открива да се разговор претворио у лудило и опасности од потискивања заблуда. Сер Алингтон наглашено гледа у Клер Трент која је видно узнемирена овим разговором.
Једна од сврха вечери је упознавање медијума који је ту да води сеансу. Она то чини и упозорава једног од људи у просторији да не иде кући јер тамо постоји опасност. Забава се завршава и сер Алингтон тражи од Дермота да га отпрати кући до Харлијеве пре него што се придружи својим пријатељима у атељеу "Графтон". Када је ушао, сер Арлингтон је рекао братанцу да зна да је заљубљен у Клер и опомиње га да не попушта. Он не одобрава развод и говори о повести лудила у њиховој породици и о својим сумњама у манију убиства. Расправа постаје жучна и Дермот изговара претњу свом стрицу коју је слуга Џонсон чуо док је уносио пиће. Одлазећи у атеље "Графтон", Клер је рекла Дермоту да су његова осећања према њој узвраћена и због тога жели да он оде. Он тражи да она крене са њим, али она одбија.
Кад се вратио у свој стан, Дермот је поново нападнут осећајем опасности и, на своје запрепашћење, проналази револвер сакривен у фиоци спаваће собе. На вратима је неко покуцао, а када је отровио, Дермот је видео да је полиција. Осећај опасности тера га да каже полицији да је његов рођени слуга Милсон, а полиција му каже да траже његовог „газду“ због убиства сер Алингтона који је раније те ноћи убијен пошто се чула његова свађа са братанцем. Полиција претреса стан, проналази револвер и одлучује да тамо остави полицајца у случају да се Вест "врати". Дермот бежи из стана кроз прозор кухиње док је наводно узимао пиће и брзо налеће на Џека Трента који га одводи у његову кућу. Закључао се у собу са Дермотом, извадио пиштољ, а затим лудо признао убиство. Сер Алингтон је препознао његово стање и био је на вечери да процени његово право психичко стање. Дермот је претпоставио да је његов стриц говорио о Клер која му је заправо помагала у дијагнози. Она сада помаже полицији да уђе у кућу и закључану собу. Џек се убио да га не би ухватили.

### Четврти човек
Монах Парфит управо успева да стигне на свој воз на време за ноћно путовање. У свом купео првог разреда поново се среће са познатим заступником сер Џорџом Дарандом. Трећи човек у купеу представља се као др. Кембел Кларк, цењени лекар који је стручњак за стања ума. Са њима је и четврти човек који изгледа да спава.
Остала тројица мушкараца, признајући различите степене несанице, разговарају током целог путовања. Њихов разговор покрива замисао да тело може да прими више душа, а др. Кларк наводи случај Францускиње Фелиси Болт, сељанке из Бретање која је са пет година изгубила родитеље када је отац у пијаном бесу задавио њену мајку, а затим је осуђен на доживотну робију. Њу је на бригу узела Енглескиња госпођица Слејтер која је водила добротворно сиротиште у околини. Фелиси је била помало заостала и грубог изгледа, а госпођица Слејтер је имала тежак задатак да је научи основама читања и писања. У каснијим годинама радила је једну за другом служавку због своје уочене глупости и лењости. Одједном, са двадесет две године, код ње је дошло до промене. Након психичке болести, поделила се на три или четири различите личности. Прва је била наставак њеног познатог ја, а друга је била културна и образована, способна да свира клавир и говори два страна језика. Трећа је имала образовање друге личности, али је такође знала за грубљу страну живота и мање угледну страну париског друштва. Четврта личност је деловала сањиво и побожно, али се сумњало да је то трећа која ју је глумила. Промена из једне личности у другу догодила се након јаке главобоље и дубоког сна и није се сећала других личности. Крај приче дошао је када је једног јутра пронађена мртва у кревету, некако задављена сопственим рукама.
У овом тренутку, четврти човек у купеу се насмејао и укључио у разговор. Он говори са страним нагласком и говори им да је Фелисиин случај нераскидиво повезан са случајем друге девојке, извесне Анет Ревел. Две девојчице и сам човек – Раул Летардо – били су заједно у сиротишту госпођице Слејтер. он је био сведок малтретирања које је Анет имала над Фелиси што је укључивало догађај када је Анет изгледа успешно хипнотисала Фелиси да изврши чин којег се није сећала. Такође је видео колико је Фелиси мрзела Анет. Ова друга је била амбициозна девојка која је била решена да постане позната плесачица у Паризу. Раул је напустио сиротиште када је за њега пронађен посао који га је одвео у иностранство на пет година. Кад се вратио у Париз, случајно је угледао плакат који је рекламирао Анет како пева на позорници и срео ју је у њеној гардероби. Чинило се да је остварила своје амбиције, али Раул је био сведок непогрешивих знакова туберкулозе, а две године касније вратио се у сиротиште госпођице Слејтер где се Анет повукла, очигледно на самрти, али је одбијао да у то верује. Фелиси је такође била тамо, служила је као собарица, мрска према Анет као и увек, али и даље малтретирана и понижавана од стране немилосрдне жене која је, изгледа, чудно држи.
Анет је убрзо умрла. Када се Раул вратио шест месеци касније, зачуђена госпођица Слејтер му је рекла прве назнаке Фелисиних натприродних промена личности. Био је сведок једног од ових, а такође је чуо како Фелиси говори о Анет, "скидај одећу са својих леђа, душу са свог тела" и она је очигледно била у страху од мртве девојке. Ипак, знала је да има јаке руке – ако пожели да побегне... Остала тројица су били зачуђени кад су чули причу, а Раул је нагласио колико је Анет чезнула за њеним животом. Лекар је раније рекао да је тело пребивалиште душе. Раул је упоредио стање са проналаском провалника у нечијем дому.

### Циганка
Дики Карпентер раскида недавну веридбу са Естер Лос и поверава разлог Мекфарлејну, тврдоглавом Шкоту који је вереник Естерине млађе сестре Рејчел. Дики, бивши морнарички човек, гаји аверзију према Циганима још од детињства када је почео да има снове у којима би се нашао у неком стању и одједном осетио присуство. Када је подигао поглед, стајала је циганка и гледала га. Изненадна појава ове жене га је увек узнемирила, иако је тек неколико година пошто су почели ови снови, наишао на праву Циганку. Ово се догодило у шетњи у Новој шуми, а она га је упозорила да не иде одређеним путем. он није обратио пажњу и дрвени мост који је прелазио сломио се под његовом тежином, а он је пропао у брзи поток испод и замало се удавио.
Ове појаве су му се вратиле када се вратио у Енглеску и почео да се виђа са породицом Лос. На једној вечери видео је извесну Алистер Хаворт за коју се чинило да ју је видео у сопственим очима како носи црвену мараму на глави, баш као Циганка из његових снова. Шетао је са њом терасом после вечере и она га је упозорила да се не враћа у кућу. Учинио је то и заљубио се у Естер Лос. Верили су се недељу дана касније, а две недеље након тога поново је угледао госпођу Хаворт која га је још једном упозорила. Поново није обратио пажњу и исте ноћи Естер је изјавила да га, ипак, не воли. Разлог због којег се сада поверава Мекфарлејну је тај што треба на рутинску операцију и помислио је да је у једној од болничарки видео слику госпође Хаворт која га је упозорила да не иде на операцију.
Дики је касније умро током операције и неки импулс је натерао Мекфарлејна да оде код госпође Хаворт у њену мочварну кућу. Тамо се изненадио када је открио да њен муж није баш прикладан за тако упечатљиву жену као што је она. Њих двоје су шетали по мочварама, а госпођа Хаворт је рекла Мекфарлејну да је и она видовита. Као доказ, она га је замолила да погледа стену и он замишља да види удубину испуњену крвљу. Она му каже да је то жртвени камен из старих времена и да је он имао своје виђење. Она му се поверила да се удала за свог мужа јер је видела неки предзнак који виси над њим и желела је да то спречи. Такође је рекла Мекфарлејну да се више неће срести.
Одлучан да изазове судбину, Мекфарлејн се сутрадан вратио из своје крчме у колибу Хавортових и открио да је госпођа мртва. Попила је нешто отровно мислећи да је то њен тоник, а њен муж је ван себе од туге. Кад се вратио у своју гостионицу, газдарица му је испричала приче о давно несталим духовима виђеним на мочвари, међу којима су један морнара и једна циганка. Мекфарлејн се пита да ли ће поново ходати.

### Светиљка
Млада удовица госпођа Ланкастер узима у закуп празну кућу која се налази на тргу у старом граду са катедралом. Сумњичаво због изузетно ниске кирије, она тачно претпоставља да је кућа уклета и тражи од агента појединости. Он јој невољно прича варијанту приче коју је чуо о извесном Вилијамсу који је тамо живео пре тридесетак година са својим малим сином. Вилијамс је отишао у Лондон на тај дан и, пошто је био тражен човек у бекству, полиција га је ухапсила и затворила. Његов мали син је био препуштен сам себи у кући, али је умро од глади. Прича каже да се понекад може чути дечаково јецање док чека да се отац врати.
Госпођа Ланкастер се убрзо усељава у кућу са својим старијим оцем господином Винбурном и својим живахним младим сином Џефријем. Господин Винбурн зна да је кућа уклета и чуо је још један низ корака на степеницама пратећи свог унука доле. Узнемирујући сан сања и да се налази у граду у ком не живи нико осим деце која га моле да зна да ли га је „довео“. Осим тога, чуо је како слуге оговарају да чује плач детета. Помало несвестан овога, Џефри је ипак питао своју запрепашћену мајку да ли може да се игра са дечаком којег понекад види како га посматра, али је госпођа Ланкастер грубо прекинула све такве приче. Месец дана касније, Џефри се разболео, а чак је и његова мајка почела да чује јецаје другог дечака са којим изгледа да деле кућу. Лекар признаје свом деди да они мало могу да ураде јер Џефријева плућа никада нису била јака. Једне ноћи, Џефри умире, а његова мајка и деда су изненада чули звук радосног смеха другог детета и звук два пара корака која се повлаче. Мали дечак коначно има другара са којим ће да се игра.

### Радио
Мери Хартер, стара дама у седамдесетим, се саветује са својим лекаром. Он јој је саветовао да има слабо срце и да треба да избегава претерано напрезање како би обезбедила још много година живота. Др. Минал је такође рекао вољеном сестрићу госпође Хартер, Чарлсу Риџвеју, о савету који је дао и додао да госпођа Хартер треба да буде весело ометена и да избегава да размишља. У ту сврху, Чарлс убеђује своју тетку да купи радио. У почетку се опирала, али је брзо почела да ужива у емисијама које се емитују. Једне вечери, када је Чарлс изашао са пријатељима, радио је изненада емитовао глас њеног покојног супруга Патрика који јој је рекао да ће ускоро доћи по њу. Иако природно потресена, госпођа Хартер је остала прибрана, али замишљена.
Неколико дана касније радио апарат је емитовао сличну поруку, а старица је одлучила да се побрине да њени послови буду у реду. Она се постарала да њена служавка Елизабет зна где се чувају њени захтеви за сахрану и одлучила је да повећа износ који јој је оставила опоруком са педесет на сто фунти. Да би то постигла, она је писала свом заступнику и тражила од њега да јој пошаље опоруку коју има у свом поседу. Госпођа Хартер се помало запрепастила тог дана за ручком када је Чарлс рекао да му се, када је претходне вечери долазио до куће, учинило да је видео лице на прозору на спрату, а затим је схватио да је оно мало подсећало на портрет за који је сазнао да је портрет Патрика Хартера. Удовица овог другог на ово гледа као на додатни доказ да је њено време близу.
Те вечери, госпођа Хартер је поново чула поруку преко радија од Патрика у којој јој говори да ће доћи по њу у петак увече у пола девет. Она пише белешку у којој наводи шта је чула као доказ ако умре у то време да је могуће примати поруке из загробног живота. Она то даје Елизабет да преда лекару у случају њене смрти. Дотичног петка увече, она је седела у својој соби са укљученим радиом и опоруком у руци док је прегледала садржај пошто је из штедионице подигла педесет фунти готовине да допуни износ завештан Елизабет. Чула је бат корака испред своје собе и тетурајући се устала, испустила нешто из својих прстију док су се врата отварала и видела фигуру свог покојног супруга са брковима како стоји испред ње. Она се срушила, а Елизабет ју је пронашла сат времена касније.
Два дана касније, собарица је предала поруку лекару који је све то одбацио као приказе. Чарлс се слаже јер не жели да квари ствари сада када изгледа да се његов план остварио. Пошто је безбедно искључио жицу са радија у својој спаваћој соби и спалио лажне бркове које је носио оне ноћи када је тетка умрла, он се радује читању опоруке и наслеђивању теткиног новца – своте која му је очајнички потребна да би спречио могуће затворске казне као последицу својих пословних преступа.
Чарлс је доживео потрес када га је звао заступник његове тетке и рекао му да је послао опоруку покојници на њен захтев. Више не може да се нађе међу њеним папирима, а Чарлс схвата да је, док је пала на самрти, опорука коју је држала у руци пала у камин. Ниједан други примерак не постоји па стога претходна опорука ступа на снагу. По њој Хартерово богатство иде сестричини (Чарлсовој сестри од тетке) Миријам која се показала незадовољавајућом својој тетки јер се удала за човека кога њена тетка није одобравала. Чарлс доживљава други потрес када га је лекар звао и рекао да су налази обдукције доказали да је срце његове тетке било у горем стању него што је мислио и да није било изгледа да би живела више од два месеца. Чарлс љутито схвата да никада није морао да поставља своју сложену варку.

### Сведок оптужбе
Заступник господин Мејхерн разговара са својим најновијим штићеником у својој пословници: Леонард Вол је младић који је ухапшен под оптужбом за убиство старе даме, госпођице Емили Френч. Вол прича како је упознао госпођицу Френч када јој је помогао да покупи неке пакете које је оставила у Оксфордској и, игром случаја, поново ју је срео те ноћи на забави у Криклвуду. Она га је замолила да се јави код ње, а његови пријатељи су се шалили да је освојио богату, усамљену старицу.
Назвао је госпођицу Френч и склопио пријатељство њом и почео је да је виђа у многим другим приликама у време када је и сам био у тешком финансијском стању. Волова прича је да га је госпођица Френч питала за финансијски савет, упркос сведочењу и њене служавке Џенет Мекензи и банкара госпођице Френч да је и сама стара дама била довољно проницљива у овим стварима. Он просведује што је никада није преварио ни за динар, а да је то чинио, сигурно би њена смрт осујетила његове планове. Вол се тада запањио када му је Мејхерн рекао да је он главни корисник опоруке госпођице Френч и да се Џенет Мекензи заклиње да јој је газдарица рекла да је Вол обавештен о овој промени у његовом богатству.
Чињенице о убиству су да се Џенет Мекензи на слободан дан накратко вратила у кућу госпођице Френч у пола десет и чула гласове у дневној соби. Један глас је био госпођице Френч, а други мушки. Следећег јутра пронађено је тело госпођице Френч убијено пајсером, а неколико предмета је однето из куће. Испрва се сумњало на провалу, али сумње госпођице Мекензи у Вола упутиле су полицију у његовом правцу и на крају довеле до његовог хапшења. Вол се, међутим, одушевио када је чуо за сведочење госпођице Мекензи о посетиоцу у девет и тридесет пошто је у то време био са својом женом Ромејн и она може да му пружи покриће.
Мејхерн је већ позвао госпођу Вол да се врати са путовања у Шкотској да га види, а он одлази у њену кућу да разговара са њом. Мејхерн се изненадио када је открио да је она странкиња и запрепастио када је викала да мрзи Вола и да јој он није муж – била је глумица у Бечу, а њен прави муж и даље живи тамо, али као избеглица. Она наводи да се Вол вратио од госпођице Френч сат касније него што тврди и, како он није њен законити муж, она може да сведочи против њега на суду.
Ромејн Хилгер се заиста појављује као сведок оптужбе на рочишту за предају, а Вол је послат на суђење. У међувремену, Мејхерн покушава да пронађе доказе који ће приказати Ромејн непоузданом, али не успева све док није добио нажврљано и лоше написано писмо које га упућује да назове адресу у Степнију и затражи госпођицу Могсон ако жели доказе против "белосветске“. Он то чини и у смрдљивој картонском насељу сусреће повијену, средовечну стару жену са страшним ожиљцима на лицу изазваним бацањем сумпорне киселине. Овај напад је извео извесни Макс са којим је Ромејн Хилгер сада у вези. Сама госпођица Могсон је била у вези са Максом много година раније, али Ромејн јој га је преотела. Мејхерну је прослеђен низ писама које је Ромејн написала Максу, сва датирана, која доказују да је Вол невин и да Ромејн лаже да би га се решила. Мејхерн плаћа двадесет фунти за писма коју су онда прочитана на суђењу. Случај против Вола пропада и за њега је проглашено да "није крив". Мејхерн је одушевљен својим успехом, али се изненада зауставио када се сетио необичне Ромејнине навике у ложи за сведоке када је стезала и отпуштала десну руку – навику коју дели и госпођица Могсон у Степнију.
Нешто касније он суочава Ромејн са оптужбом да је она, бивша глумица, била госпођица Могсон и да су писма лажна. Ромејн признаје: она страствено воли Вола и знала је да њени докази не би били довољни да га спасу – морала је да изазове осећајно реаговање на суду у корист оптуженог. Мејхерн је несрећан и просведује што је могао да спасе невиног човека конвенционалнијим средствима, али Ромејн му каже да није могла да ризикује. Мејхерн претпоставља да је то било зато што је знала да је Вол невин, међутим, прича се завршава тако што Ромејн каже заступнику да не може да ризикује јер је Вол заправо заиста крив. Она је спремна да оде у затвор због кривоклетства, али Вол је слободан.

### Загонетка плавог ћупа
Младић од двадесет четири године Џек Хартингтон је зависник од голфа и због тога је узео собу у хотелу близу терена за голф "Стартонска врелина" тако да може да вежба сат времена сваког јутра пре него што мора да узме обучи свој досадни градски посао. Једног јутра узнемирио се усред замаха када је чуо женски глас како виче "Убиство! Упомоћ! Убиство!". Трчећи у правцу крика, наилази на чудну колибу испред које је млада девојка која тихо ради у врту. Када ју је испитао, она је порекла да је чула позив у помоћ и изгледа изненађено Џековом причом назвала га је „месје“.
Збуњен, он је оставља и лови по околини у потрази за извором плача, али на крају одустаје. Те вечери, он прелистава папире да види да ли је пријављен било какав злочин и понавља ову радњу следећег јутра - дана јаке кише која је отказала његову рутину вежбања - али и даље ништа не налази. Следећег дана, чудна појава од два дана раније се понавља на истом месту и у тачно време. Такође, још једном девојка испред колибе пориче да је чула било какав такав звук и саосећајно се распитује да ли је Џек у прошлости патио од неког потреса.
Трећег дана поново је чуо плач, али овај пут није рекао девојци да је тако било и раније када је прошао поред викендице, а уместо тога су разговарали о њеном вртларству. Ипак, он је јако узнемирен овим појавама и примећује да га за столом на доручку у хотелу посматра неки брадати човек за кога зна да се зове др. Лавингтон. Забринут да је његов разум нападнут, Џек позива Лавингтона да му се придружи на голфу следећег јутра и лекар пристаје. Када се плач поновио, Лавингтон пориче да је ишта чуо. Лекар расправља о Џековим могућим заблудама и они говоре о могућности неке врсте психичких појава. Предлаже да Џек оде на посао као и обично док он истражује историју викендице.
Те ноћи у хотелу, лекар му говори шта је сазнао. Садашњи станари који ту живе тек десет дана су старији професор француског са туберкулозом и његова ћерка. Међутим, пре годину дана, станари су били неки чудан пар Тарнер за које је изгледало да се нечега плаше. Једног јутра изненада су напустили просторије. Господин Тарнер је виђен од тада, али изгледа да нико није видео његову жену. Лекар, иако се противи пребрзим закључцима, претпоставља да Џек прима неку врсту поруке од жене.
Неколико дана касније, Џека посећује девојка у колиби која се представља као Фелис Маршо. Она је у страху јер је, знајући за месне трачеве да је викендица уклета, почела да сања понављајући сан узнемирене жене која држи плаву теглу. Снови последње две ноћи завршили су се гласом који је викао на исти начин као што је Џек чуо на терену за голф. Џек уводи Лавингтона у расправу, а Фелис им обоје показује груби акварел који је нашла у кући жене која држи плаву теглу као у њеном сну. Џек га препознаје као сличан кинеском који је купио његов ујак пре два месеца, што се поклапа са датумом када је један од претходних станара напустио викендицу. Лавингтон предлаже да теглу донесете у колибу где ће њих троје седети са њом преко ноћи и видети шта ће се десити. Пошто је Џеков ујак одсутан, он може да набави теглу и донесе је по жељи, а Фелис је препознаје као ону из сна. Лавингтон гаси светла у дневној соби и њих троје седе у мраку за столом на коме је постављена тегла. Пошто је чекао неко време, Џек изненада почиње да се гуши и пада у несвест.
Буди се у шуми поред колибе на дневном светлу, а по свом џепном сату сазнао да је пола једанаест после подне. У колиби не добија одговор и враћа се у хотел где затиче свог ујака који се тек вратио са континенталног путовања. Џек му прича о догађајима што је изазвало узвик гнева код старца: плава кинеска тегла била је непроцењив комад Минга и једини те врсте на свету. Џек жури у хотелску пословницу и открива да се Лавингтон одјавио, али је оставио Џеку подругљиву поруку од себе, Фелис и њеног оца инвалида, говорећи да би њихова предност од дванаест сати требало да буде довољна.

### Чудан случај сер Артура Кармајкла
Познати психолог др. Едвард Карстерс позван је да истражи случај сер Артура Кармајкла, младића од двадесет три године који се претходног јутра пробудио на свом имању у Херефордширу са потпуно измењеном личношћу. Карстерс путује доле са колегом др. Сетлом који му каже да осећа да би кућа могла бити уклета и да ова појава има везе са случајем. Домаћинство се састоји од сер Артура, његове маћехе леди Кармајкл, његовог осмогодишњег полубрата и Артурове веренице госпођице Филис Патерсон. Док се њихова кочија пењала уз прилаз, видели су госпођицу Патерсон како хода преко травњака. Карстерс примећује мачку крај њених ногу што изазива запрепашћену реаговање Сетла.
Улазећи у кућу, они упознају леди Кармајкл и госпођицу Патерсон, а Карстерс поново изазива реаговање када је поменуо да је видео мачку. Тада су погледали свог болесника и посматрали његово чудно понашање – седи погрбљен, не говори, а затим се протеже, зева и пије шољу млека без употребе руку.
После вечере те ноћи, Карстерс је чуо мачку како мјауче и овај звук се понављао током ноћи испред врата његове спаваће собе, али није могао да пронађе животињу у кући. Следећег јутра је шпијунирао мачку са прозора спаваће собе док је ходала преко травњака и улетела право у јато птица које као да не знају за њено присуство. Додатно је био збуњен када је леди Кармајкл наваљивала да у њиховом дому нема мачке. У разговору са лакејем, Карстерс је обавештен да је некада постојала мачка, али да је спавана пре недељу дана и закопана у земљишту. Постоје и даље појаве овог привиђења и они схватају да све указује на леди Кармајкл. Карстерс чак сања мачку следеће ноћи: у сну ју је пратио до библиотеке и она му је показала празнину у томовима на полици. Следећег јутра, Карстерс и Сетл откривају да недостаје књига баш на том месту у просторији, а Карстерс назире истину касније у току дана када је сер Артур скочио са столице када је приметио миша и чучнуо поред рупе и чекао да се појави.
Те ноћи, лејди Кармајкл је жестоко нападнута у свом кревету од стране сабласног створења што је навело Карстерса да навали да се тело мртве мачке ископа. Тело су ископали и видели да је то баш оно створење које је неколико пута приметио, а мирис показује да га је убила пруситна киселина.
После неколико дана када је леди Кармајкл почела да се опоравља, сер Артур је упао у језеро. Извукли су га на обалу и испрва се мислило да је мртав, али се он освестио и такође опоравио своју личност, али се не сећа дана између. Поглед на њега изазвао је толико запрепашћење леди Кармајкл да је она умрла на лицу места, а пронађена је и нестала књига из библиотеке – том на тему претварања људи у животиње. Закључак је да је леди Кармајкл користила књигу да стави душу сер Артхура у мачку, а затим ју је убила да би осигурала да њен син наследи звање и имање. Како је речено на почетку приче, Карстерс је касније умро, а накнадно су пронађене његове белешке у којима се налазе појединости случаја.

### Зов крила
Милионер Силас Хамер и парсон Дик Бороу из Источног краја након вечере са својим пријатељем Бертрандом Селдоном разговарају о томе како су потпуно супротни по природи, али обојица задовољни. Хамер је привредно срећан јер је изашао из свог сиромаштва и стекао богатство док је Бороу духовно срећан јер помаже сиромашнима. Њих двојица одлазе својим кућама, а на свом путу Силас је видео како јеједног бескућника ударио аутобус и убио. Мислећи да је могао да спаси човека, Сајлас одлази кући психички поремећен.
Пре него што је прошао кроз улазна врата, чуо је свирача без ногу како свира мелодију за коју осећа да га од радости подиже са земље. Чувши ову мелодију неколико дана пре него што је заспао, он мисли да од радости лебди по својој спаваћој соби, присуствујући невероватним призорима црвеног песка и потпуно нове боје којој је дао надимак Боја крила. Међутим, сваки пут када га је нешто повукло назад на земљу, нанело му је телесни бол. Силас је разговарао са својим пријатељем Селдоном о томе на шта му је специјалиста за живце одговорио да би требало да разговара са свирачем и пита за музику.
Силас се супротставља свирачу и тражи да зна ко је он. Као одговор, свирач је нацртао слику бога фауна Пана (који има козје ноге) како свира своје луле на стени и говори „Били су зли“, што указује да је свирач бог Пан коме су одсечене ноге да би изгледао као људи. Сада зависник од музике, Силас осећа да је његово богатство једина ствар која га спречава да достигне праву срећу. Као одговор, он поклања сав свој новац Дику Бороуу како би могао да помогне целом Источном Лондону. Од одлучује да се врати возом кући и чека на перону са бескућником. Човек у пијаном стању одлази до ивице и случајно пада док се воз спрема да стигне. Сећајући се човека којег је ударио аутобус, Силас извлачи човека са шина и баца га на перон, али сам при томе пада на шине. Пре него што је погинуо, накратко је чуо свирање свирача.

### Последња сеанса
Раул Добреј је човек из Француске који је заљубљен у Симон, медијума коју су годинама умориле све сеансе које је извела. Њих двоје живе у стану заједно са својом служавком Елис. Од свих сеанси, најчудније су биле оне изведене за госпођу Еке, жену која је изгубила ћерку Амели. У овим сеансама, Амелине материјализације су биле врло јасне и тачне. Међутим, овај дан је дан када ће она извести своју последњу сеансу, а то је за госпођу Еке. Доласком у њихов стан, Раул теши Симон и, упркос њеном првобитном одбијању да изведе сеансу, убеђује је да то уради. Она је додатно убеђена када је дошла госпођа Еке и подсећа је на њено обећање. По доласку у просторију у којој ће се одржати сеанса, госпођа Еке каже да жели да се увери да последња сеанса није превара и тражи да Раула веже за столицу. Он се слаже, али говори госпођи Еке да се материјализација уопште не сме дирати, у случају да Симон буде повређена. Госпођа Еке невољно пристаје.
Симон се крије иза завесе за сеансу, а материјализација Амели почиње да се формира из магле. Ова материјализација је била најживописнија од свих и изазвала велико изненађење Раула и госпође Еке. Међутим, госпођа Еке је појурила ка материјализацији и загрлила је, наводећи Симон да вришти од бола. Раул је викнуо на госпођу Еке да престане да додирује материјализацију, али уместо тога она је узела сабласни облик Амели и побегла са њим, желећи да Амели заувек буде њена. Док је Раул покушавао да развеже своје конопце, Симон се смежурала и умрла. Пошто се Раул одвезао, трагедија се завршила тако што су Елис и Раул плакали над крвавим лешом Симон.

### СОС
Породица Дисмид, мајка Меги, отац, син Џони и ћерке Шарлот и Магдален, спремају се да вечерају уз чај када су чули куцање на вратима.
Мортимер Кливленд, ауторитет у психичкој науци, нашао се насукан у голим падинама Вилтшира на киши након другог пуцања гуме у размаку од десет минута. Уочава светло у даљини и креће до куће породице Динсмид. Позивају га да уђе, нудећи свеже припремљен чај и пиће. Породица делује гостољубиво, али Кливленд осећа да нешто није у реду. Меги изгледа уплашено. Обе ћерке су лепе, али нимало не личе. Ћерке су послате горе да припреме собу за Кливленда. Када се повукао, Кливленд је приметио је сто поред његовог кревета загушен прашином. У прашини су исписана три јасно видљива слова „СОС“, која потврђују његове сумње.
Следећег дана Кливленд пита Шарлот да ли је написала СОС у његовој соби. Она каже да није, иако се плаши куће. Њени родитељи и Магдален изгледају другачије. Кливленд верује да је његов долазак узнемирио породицу и изазвао напетост. Он може да разуме Шарлотину нелагодност због њене психичке везе, али не и ону других.
Џони улази у кућу умрљаних прстију и седа да доручкује. Кливленд баца поглед на умрљане руке. Џони објашњава да увек петља са хемикалијама, на велику запрепашћење свог оца. Његов отац жели да уђе у кућу. Господин Динсмид се осмехује, али Кливлендово неповерење према оцу расте. Поново изгледа да се Меги плаши свог мужа. Магдален је изгледа разочарана када је Кливленд рекао да је добро спавао.
Кливленд не жели да оде, али нема разлога да продужава боравак. Док је пролазио поред кухињског прозора, чуо је господина Динсмида како каже „то је поштена гомила новца, јесте“. Није могао да чује Мегин одговор. Господин Динсмид додаје „скоро 60.000 фунти, тако је рекао заступник”. Не желећи да прислушкује, Кливленд се враћа у кућу. Толико новца чини ствари јаснијим и ружнијим.
Господин Динсмид разговара са Кливлендом о одласку. Кливленд помиње како две ћерке нимало не личе. У бљеску предосећаје, Кливленд напомиње да нису обе Динсмидове рођене ћерке. Динсмид признаје да је једна усвојена. Она тога није свесна, али ће ускоро морати да сазна. Кливленд претпоставља да је то због наслеђа. Господин Динсмид каже да су узели дете да би помогли мајци финансијски. Недавно је приметио оглас у вези са дететом за које је чврсто веровао да је Магдален. Следеће недеље ће одвести Магдален у Лондон. Магдаленин отац је био богат човек који је сазнао за своју ћерку непосредно пре смрти. Његов новац је остављен њој. Кливленд верује Динсмиду, али мисли да у причи има нешто више.
Кливленд захваљује госпођи Динсмид на гостопримству. Она испушта минијатуру Шарлот направљену у стилу 25 година раније. Кливленд примећује њен поглед од страха. Не пита је за девојке. Излази из куће. На око 800 метара низ пут појављује се Магдален. Она жели да разговара са Кливлендом. Написала је СОС у прашини јер је осећала нелагоду због куће. Господин и госпођа Динсмид и Шарлот су различити. Џонију све то не смета. Магдален је знала да се сви плаше, а не знају зашто. Пошто је практична особа, она не верује у духове. Кливленд верује да може да схвати шта није у реду, али му треба времена да размисли. Шаље Магдалену кући.
Његове мисли се враћају Џонију. Кливленд се сетио да је Меги испустила шољу за доручак када је Џони поменуо своје занимање за хемију. Господин Динсмид није пијуцкао чај. Шарлот је ухапсила своју шољу претходне вечери. Иако је чај био врућ, господин Динсмид је испразнио шољу и рекао да је хладан. Кливленд се сетио да је читао новине о томе да је цела породица отрована непажњом једног момка. Пакет арсена који је остао у шпајзу капао је на хлеб испод. Могуће је да је господин Динсмид прочитао исти лист. Кливленд устаје и креће ка колиби.
Породица Динсмид поново седи за вечеру са конзервама меса и чаја. Кливленд улази док Меги сипа чај. Кливленд брзо вади епрувету из џепа и сипа мало чаја из шоље у њу. Господин Динсмид захтева да зна шта Кливленд ради. Кливленд је сигуран да је реч о тровању које је требало да изгледа као несрећа, а да се само једна особа не би опоравила. Џонија би окривили за непажњу. Кливленд ставља чај из друге шоље у другу епрувету и означава сваку: црвену за Шарлотину шољу и плаву за Магдаленину шољу. Кливленд прориче да ће Шарлотина шоља садржати 4-5 пута више отрова од Магдаленине.
Кливленд схвата да је Магдален њихова ћерка и да је Шарлот усвојено дете. Отац је планирао да Магдален наследи. Арсен у Шарлотином чају је требало да је убије. Меги се цека „чај, а не лимунада” рекао је.
Магдален преклиње Кливленда да не одаје ником ову тајну. Кливленд каже да ће задржати бочице како би заштитио Шарлот сада и у будућности.

## Књижевни значај и рецепција
Пошто ова књига није објављена уобичајеним каналима или доступна за куповину у продавницама до 1936. године, није било рецензија оригиналне публикације.
Роберт Барнард : „Углавном полунатприродне приче. У овом окружењу, Сведок оптужбе се истиче као драгуљ: ово је сигурно најпаметнија кратка прича коју је написала. Од осталих, најбољи је можда Зов крила, али то је, депресивно, била једна од првих ствари које је написала (пре Првог светског рата). У овом моду није постала ништа боља.“

## Историја публикације

### Издавање књижног фонда
Књига није била доступна за куповину у продавницама, већ само преко купона прикупљених из The Passing Show, недељног часописа који издаје Odhams. Купони су се појавили у бројевима од 81 до 83, објављени од 7. до 21. октобра 1933. године, као део промотивног поновног покретања часописа. У замену за купоне и седам шилинга (7/-), купци су могли да добију једну од шест књига. Чини се да је промоција била успешна, утолико што је Лас смрти далеко најлакша предратна британска књига Агате Кристи која се може набавити као прво издање. Издање за продају у продавницама појавило се у фебруару 1936. у издању Collins Crime Club.

## Адаптације

### Сведок оптужбе
Прича „Сведок оптужбе“ је широко адаптирана, укључујући позоришни филм, шест телевизијских филмова и низ позоришних представа.

### Црвени сигнал
- Епизода телевизијске серије CBS Suspense емитована је 22. јануара 1952. године.
- Епизода 8 телевизијске серије The Agatha Christie Hour (1982), која је садржала десет једнократних представа из кратких прича писца.

### Четврти човек
- Епизода 4 телевизијске серије The Agatha Christie Hour (1982), која је садржала десет једнократних представа из кратких прича писца.

### Мистерија плаве тегле
- Епизода 7 телевизијске серије The Agatha Christie Hour (1982), која је садржала десет једнократних представа из кратких прича писца.